# パテント・シャフト

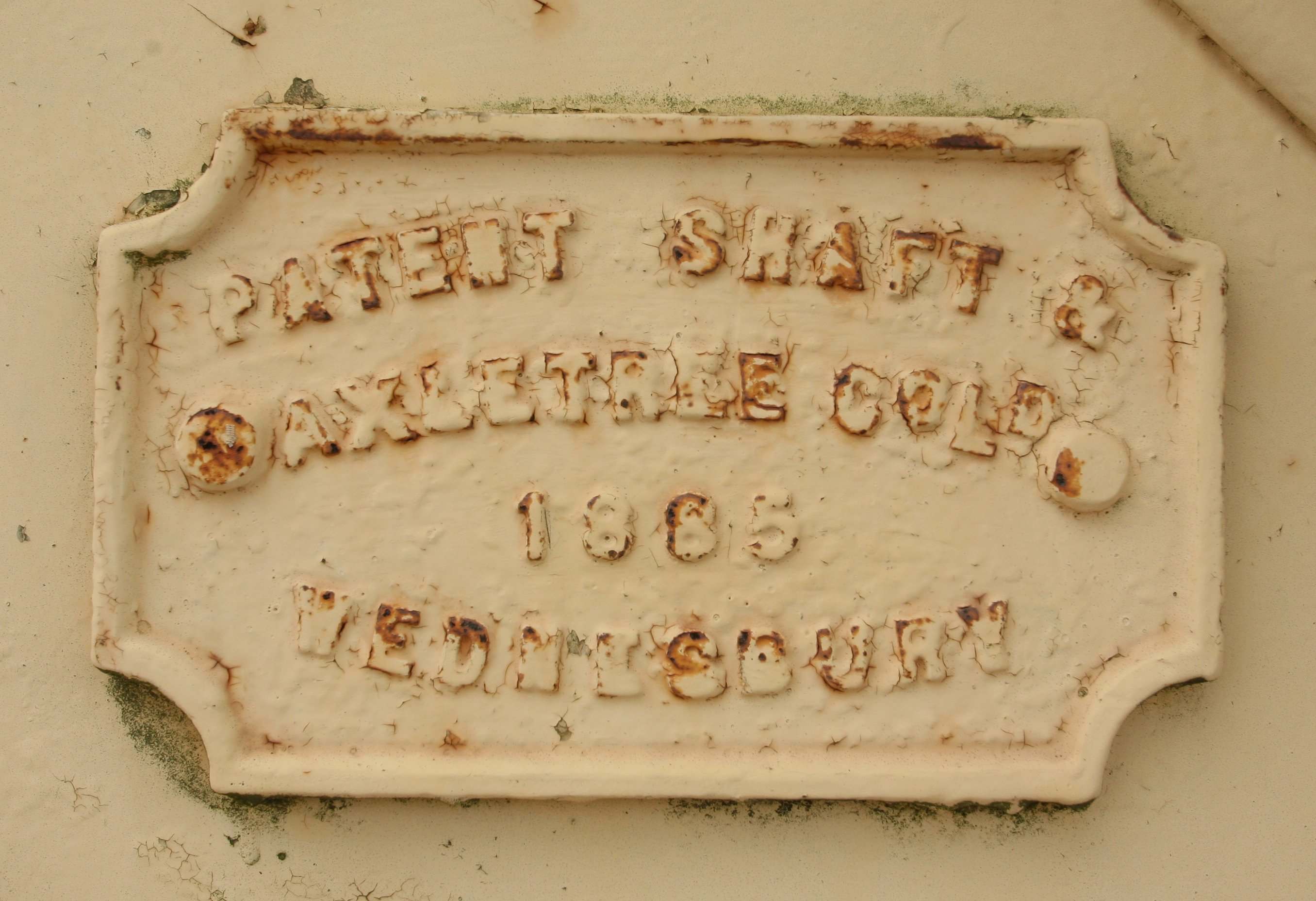
揖斐川橋（岐阜県）に存在するパテント・シャフトの製造銘板。

パテント・シャフト（Patent Shaft）は、かつてイギリスに存在した企業である。1840年に設立されたパテント・シャフト・アンド・アクスルトゥリー（The Patent Shaft and Axeltree Company）をルーツとする。

## 解説
パテント・シャフトが立地したのはウェスト・ミッドランズのウェンズベリーである。創業当時から、地元の人々数百人を雇用し、19世紀中盤当時、バーミンガム付近に広がりつつあった産業革命において中心的な役割を果たした。周辺を含めてブラック・カントリー（黒郷）と称するのは、パテント・シャフトを含めた重工業企業の工場が吹き上げる黒煙を由来としている。
1970年代における製造業の落ち込みは、最大規模の工場でさえ閉鎖の脅威にさらされることになった。パテント・シャフトは1980年には事業を閉じ、数百人が職を追われた。工場の建物は数年後、取り壊されたが、ウォルソール運河沿いに設けられていたパテント・シャフトの門は現存している。

## 日本との関わり
日本における鉄道の黎明期に、お雇い外国人として鉄道建設の指導に当たったチャールズ・ポーナルの影響により、パテント・シャフト製の橋梁が輸入されている。

## 日本に現存する橋の例

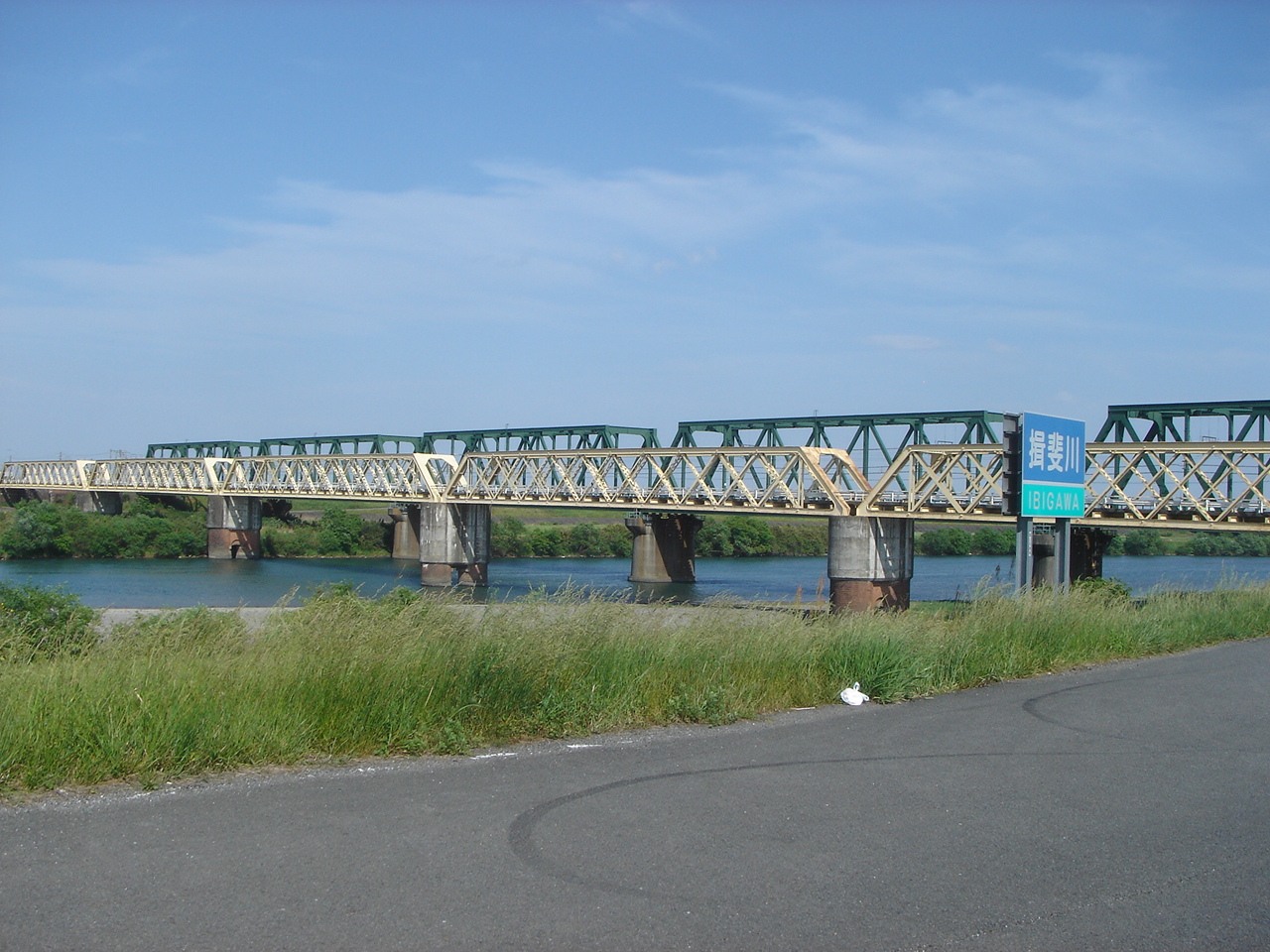
かつては単線の鉄道橋であった揖斐川橋（岐阜県）。

現在現存する橋梁は2016年時点で22本あり、そのうち代表的なものを以下に記す。
- 山線鉄橋（北海道千歳市支笏湖温泉）- ダブルワーレントラス。1898年函館本線滝川-空知太（開通と同時に廃駅）間開通時に空知川に架橋、1923年に現在の場所に移設。
- 名称不明（秋田県能代市鰄渕亥ノ台）- プレートガーダー。桧山川に架設された年は不明。連続する5つの桁のうち一つにパテント・シャフト（1900年製で転用桁/フィンク補強痕あり）の銘板が二つ、三つはルコック社(LECOQ/1896年製の転用桁)の銘板が取り付けられている(残り一つの桁は銘板無/転用桁でフィンク補強痕あり)。東能代駅と秋田木材(現：新秋木工業)間の専用線として使用されていた。
- 最上川橋梁 - ダブルワーレントラス。1887年東海道本線木曽川-加納（今の岐阜駅）間開通時に初代木曽川橋梁として架橋、1921年に現在の場所に移設。
- 見沼代用水橋梁 - ポニートラス。埼玉県行田市。星川に架かる秩父鉄道の橋。東海道本線全通時に架設されたもので、歩行者・自転車用橋として現存。
- 揖斐川橋 - ダブルワーレントラス。岐阜県大垣市・安八町。東海道本線全通時に架設されたもので、歩行者・自転車用橋として現存。
- 木曽川橋梁 (北恵那鉄道線) - ダブルワーレントラス。岐阜県中津川市。現在は使用されていない。